# Drogen- und Suchtrat
Der Drogen- und Suchtrat erarbeitet unter Leitung des Drogenbeauftragten der Bundesregierung die strategische Grundlage für die Drogen- und Suchtpolitik der kommenden Jahre der Bundesregierung. Sie ist nach einer Pause sowie Reformen im System aus der Drogen- und Suchtkommission des Bundesministerium für Gesundheit hervorgegangen.
Erstmals konstituierte sich der Rat am 27. Oktober 2004. Er tritt zweimal im Jahr zusammen. Der Rat spricht Empfehlungen aus und unterstützt den Drogenbeauftragten der Bundesregierung bei der Umsetzung ihrer Vorhaben.

## Aufgaben des Drogen- und Suchtrats
Die Aufgabe des Drogen- und Suchtrats ist laut seiner Geschäftsordnung die Unterstützung des Drogenbeauftragten der Bundesregierung bei der Erledigung seiner Aufgaben und dessen Beratung als hochrangig besetztes Gremium. Der Rat soll Entwicklungen und Probleme aufzeigen, die für die Arbeit des Drogenbeauftragten der Bundesregierung und die Drogen- und Suchtpolitik auf Bundesebene von Bedeutung sind und entsprechende Lösungsvorschläge unterbreiten. Darüber hinaus sollen die getroffenen Ziele und Maßnahmen zu ihrer Erfüllung in der „Nationalen Strategie zur Drogen- und Suchtpolitik“ bei ihrer Umsetzung begleitet werden. Dies geschieht in Form von Empfehlungen, die der Rat dem Drogenbeauftragten der Bundesregierung unterbreitet.

## Personelle Zusammensetzung
Die personelle Zusammensetzung des Drogen- und Suchtrates ist zuerst nicht veröffentlicht worden. Es wurde auf eine Anfrage auf dem Portal Abgeordnetenwatch am 17. Januar 2011 mit einer Liste von beteiligten Organisationen geantwortet, allerdings ohne namentliche Nennung, mit der am 28. Januar 2011 folgenden Begründung, dass die Sitzungen „nach der Geschäftsordnung des Drogen- und Suchtrats nicht öffentlich [seien], daher werden auch die Sitzungsprotokolle nicht veröffentlicht.“ Daraufhin wurde am 28. Januar 2011 eine Anfrage nach dem Informationsfreiheitsgesetz gesendet, welche das Büro der Drogenbeauftragten am 2. Februar 2011 bestätigte. Im Folgenden veröffentlichten diverse Medien zu diesem Thema und es wurde am 7. April 2011 eine Petition im Deutschen Bundestag angenommen, die Transparenz in den Gremien zur Drogenpolitik fordert. Dem Antrag nach dem IFG wurde am 25. März 2011 mit einer Akteneinsicht genüge getan. Am 2. Mai 2011 wurde die Geschäftsordnung des Drogen- und Suchtrates, am 31. Mai die namentlich geführte Mitgliederliste von der Drogenbeauftragten veröffentlicht. In Folge steht der Drogen- und Suchtrat in der Kritik, das international anerkannte GIPA-Prinzip, also die Beteiligung von Menschen mit HIV/AIDS auf allen Ebenen sie betreffender Entscheidungen, missachtet wird und keinerlei Selbsthilfeorganisationen aus dem illegalen Drogenbereich vertreten sind. Auch anerkannte Organisationen wie die Gesellschaft für Suchtmedizin (DGS) als Interessenvertretung und Fachgesellschaft vieler hundert Suchtmediziner sind nicht beteiligt, ebenso wenig wie Akzept e.V. Bundesverband für akzeptierende Drogenarbeit und humane Drogenpolitik.
Mitglieder des Drogen- und Suchtrates sind Vertreter von den Bundesressorts, den Ländern und kommunalen Spitzenverbänden sowie die von dem Drogenbeauftragten der Bundesregierung im Einvernehmen mit der jeweils entsendenden Stelle berufenen Mitglieder.
Die sind unter anderem Vertreter von:
- Bundes- und Landesministerien,
- Verbänden der Suchtkrankenhilfe und der Selbsthilfe,
- der Gesetzlichen Krankenversicherung,
- der Suchtforschung,
- der Bundesagentur für Arbeit,
- der Bundesärztekammer,
- dem öffentlich-rechtlichen Fernsehen sowie
- dem Privatfernsehen.

## Einflussnahme wirtschaftspolitischer Belange in die Arbeit des Drogen- und Suchtrats
Aus einem offiziellen Schreiben geht hervor, dass das Bundesministerium für Wirtschaft und Technik aus „wirtschaftspolitischen“ Gründen Einfluss in Kampagnen zur Alkohol- und Tabakprävention genommen hat.